# Goeldia zyngierae
Goeldia zyngierae is een spinnensoort in de taxonomische indeling van de rotskaardespinnen (Titanoecidae).
Het dier behoort tot het geslacht Goeldia. De wetenschappelijke naam van de soort werd voor het eerst geldig gepubliceerd in 2009 door Almeida-Silva, Antonio D. Brescovit & Dias.